# Michaela Brohm-Badry

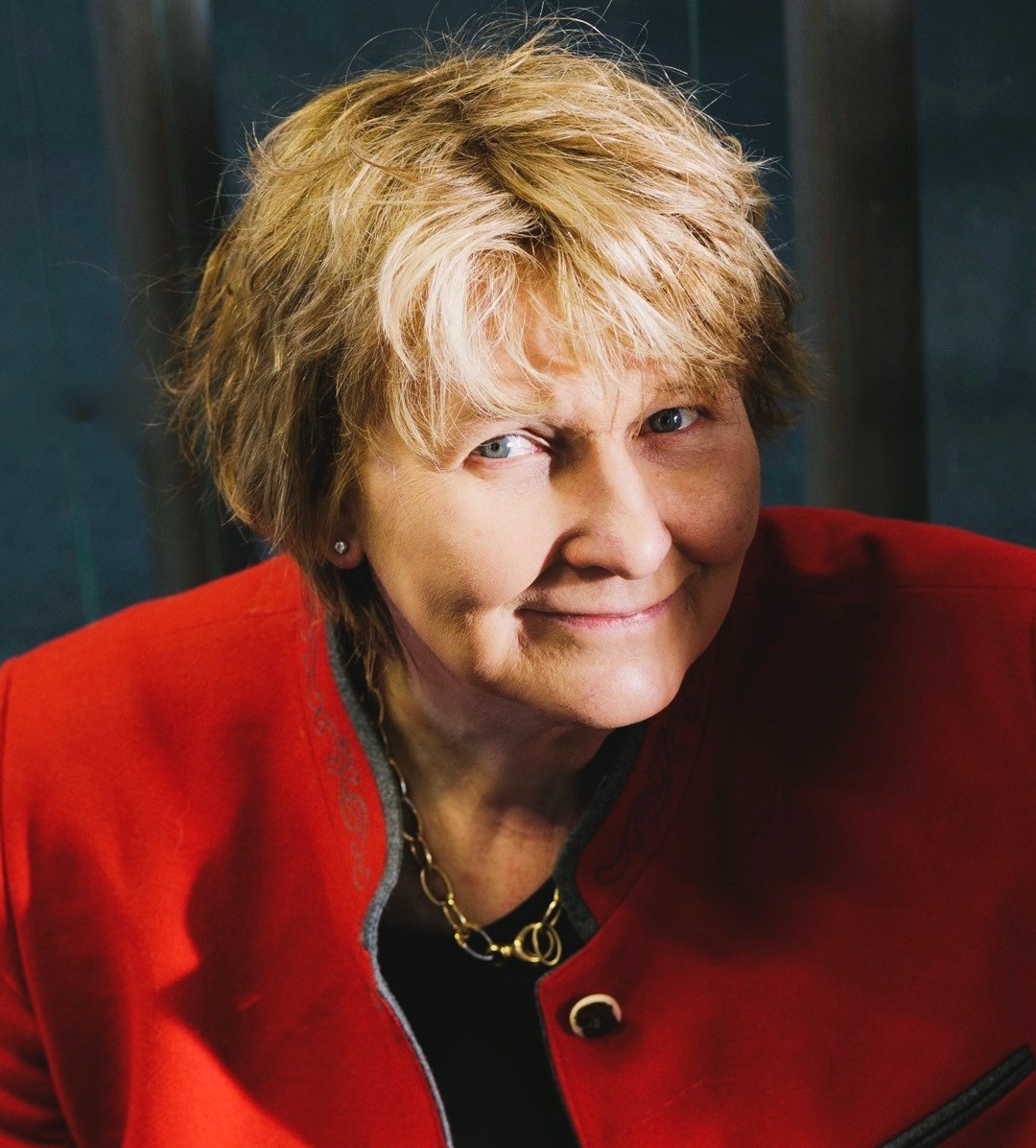
Michaela Brohm-Badry (2019)

Michaela Brohm-Badry geb. Brohm (* 2. Juni 1962 in Steinfurt) ist eine deutsche Neurowissenschaftlerin und Professorin für Lehr-Lernforschung an der Universität Trier, Absolventin des New York Certificate in Applied Positive Psychology sowie Autorin und Vortragsrednerin. Ihre Forschungsschwerpunkte sind Neurowissenschaften, Motivation und Positive Psychologie.
Für die Europäische Kommission war Brohm-Badry in Sevilla bei der Erstellung des Framework Personal, Social and Learning to Learn European KeyCompetence (LifeComp) Mitglied der EU-Expertenkommission.
In den Medien bekannt wurde sie u. a. durch ihre Studien und Schriften zum Zusammenhang von Motivation, Lernen und Persönlichkeitswachstum, mit denen sie im Kontext des internationalen Human Potential Movement steht.

## Beruflicher Werdegang
Brohm-Badry studierte Musik, Geschichte, Erziehungswissenschaften und Musikwissenschaft in Essen und Karlsruhe (1981 bis 1987 sowie 1997 bis 2000) sowie Neurowissenschaften für Lehr-Lernforschung (Master of Educational Neuroscience, Mai 2021 bis November 2023) an der Central Queensland University Sydney/Australien. Sie ist in Functional Neuroanatomy der University of Cambridge, akkreditiert durch die Society of British Neurological Surgeons (SBNS) zertifiziert.
Ab 1991 arbeitete sie im Schuldienst. 2000 wurde sie Lehrbeauftragte der Universität Karlsruhe für Theorie und Praxis der Motivation und am Karlsruher Institut für Technologie (KIT) mit einer Dissertation über die Komponistin Ethel Smyth in Musikwissenschaft zum Dr. phil. promoviert.
2003 übernahm sie eine Wissenschaftliche Assistentenstelle an der Universität Münster. 2007 wurde sie als Professorin für Empirische Lehr-Lern-Forschung und Didaktik im interdisziplinären Fach Bildungswissenschaften (Erziehungswissenschaft, Soziologie, Psychologie) an die Universität Trier berufen.
2011 nahm sie statt eines Rufs auf die Professur für Schulentwicklung (W3) an der Universität Koblenz-Landau ein Bleibeangebot der Universität Trier an. Dort war sie von 2014 bis 2020 Dekanin des Fachbereichs Erziehungs- und Bildungswissenschaften, Philosophie und Psychologie.
Seit 2015 ist Brohm-Badry Präsidentin der Deutschen Gesellschaft für Positiv-Psychologische Forschung (DGPPF), seit 2014 Bloggerin auf Spektrum der Wissenschaft und seit 2017 Kolumnistin der WirtschaftsWoche.
Ab Oktober 2017 absolvierte Brohm-Badry eine Ausbildung in Positiver Psychologie in New York bei Daniel Tomasulo, Barbara Fredrickson, Ryan Niemiec und Scott Barry Kaufman und erwarb im März 2018 am New York Open Center das New York Certificate in Applied Positive Psychology (NYCAPP).
Seit Juni 2018 führt Brohm-Badry mit Daniel Tomasulo den zertifizierten Hochschulworkshop „The Science of Possibilities – Interventions of Positive Psychology for Education, Psychotherapy and Individual Growth“ an der Universität Trier durch. Seit dem Wintersemester 2018/2019 ist ihre Abteilung an der Universität Trier Veranstalter des ersten deutschen universitären Weiterbildungsstudiums Zukunftsmanagement und Positiver Wandel (ZUPO) – Positive Psychologie, Bildung und Philosophie.

## Tätigkeitsfelder

### Forschungsansatz
Brohm-Badry widmet sich Fragen der Energetisierung von Mensch, Organisation und Gesellschaft, die sie aus interdisziplinärer Perspektive beforscht. Neurowissenschaften, Motivationsforschung, Lehr-Lern-Forschung und Positive Psychologie bilden die Grundlagen ihrer wissenschaftlichen und populärwissenschaftlichen Publikationen sowie ihrer Vorträge.
Brohm-Badry plädiert für eine Neuausrichtung des Leistungsbegriffs. Im Alltagsverständnis, wie auch physikalisch, beschreibe Leistung die in einer Zeiteinheit verrichtete Arbeit. Leistung sei Arbeit durch Zeit (L = A/t). Gemessen werde sie anhand ihrer generierten Effekte. Dieses Leistungsverständnis führe zu einer zunehmenden Verdichtung von Lern- und Arbeitszeit und hin zu auf Wettbewerb ausgerichtete Leistungsstrukturen; es bleibe kein Raum für ruhige, tiefe, menschengerechte Entwicklung, denn die maximale Leistung sei bei maximalem Output in minimalem Zeiteinsatz erreicht. Ziel sei, mehr in weniger Zeit zu erreichen. Dieses bringe Implikationen für Individuum und Organisationen mit sich (Verlust der Reflexionsfähigkeit, Burnout, Depression, Demotivation, hohe Personalfluktuation u. a.). Daher kommt Brohm-Badry zu dem Schluss, dass Mensch, Organisation und Gesellschaft eine neue Definition des Leistungsbegriffs brauchen, welche in die Arbeit das körperliche, geistige und soziale Wohlbefinden der Menschen einbeziehe. Brohm-Badry plädiert dafür, Leistung als humanistisches Leistungsparadigma: Leistung = Arbeit x Wohlbefinden durch Zeit (L = (A x W)/t) zu definieren.

### Forschungsfelder
Brohm-Badry arbeitet und publiziert seit 2000 zu neurowissenschaftlichen, motivationspsychologischen, lerntheoretischen und positiv-psychologischen Themen. Gelegentlich publiziert sie musikwissenschaftlich. Die Schwerpunkte sind:
- Motivation und Entwicklung
- Positive Organisationsentwicklung
- Transfer neurowissenschaftlicher, positiv-psychiologischer und motivationstheoretischer Erkenntnisse in den Lehr-Lern-Kontexte
- Folgen Positiver Psychologie für Individuum und Organisation
- Beeinflussung von Lern- und Arbeitsprozessen durch Leistungsmotivation.

## Veröffentlichungen (Auswahl)

### Autorin
- Aufbrechen. Die Freiheit zur Selbstentfaltung gewinnen. Beltz, Weinheim/Basel 2021, ISBN 978-3-407-86659-2.
- Das gute Glück. Wie wir es finden und behalten können. EcoWin, Salzburg/München 2019, ISBN 978-3-7110-0170-2.
- Werte, Sinn und Tugenden als Steuerungsgrößen in Organisationen. Für Fach- und Führungskräfte. (= essentials). Springer, Wiesbaden 2017, ISBN 978-3-658-14938-3.
- Positive Psychologie in Bildungseinrichtungen: Konzepte und Strategien für Fach- und Führungskräfte. (= essentials). Springer, Wiesbaden 2016, ISBN 978-3-658-13048-0.
- Motiviert studieren! UTB, Stuttgart 2015, ISBN 978-3-8252-4404-0.
- mit Wolfgang Endres: Positive Psychologie in der Schule. Beltz, Weinheim/Basel 2015, ISBN 978-3-407-62924-1.
- mit Thomas Kürwitz und Benjamin Berend: Motiviert bleiben. Positive Psychologie für die Grundschule. Beltz, Weinheim/Basel 2014, ISBN 978-3-407-29353-4.
- Motivation lernen. Das Programm für die Schule. Beltz, Weinheim/Basel 2012, ISBN 978-3-407-29163-9.
- Sozialkompetenz und Schule. Theoretische Grundlagen und empirische Befunde zu Gelingensbedingungen sozialbezogener Interventionen. Juventa, Weinheim/München 2009, ISBN 978-3-7799-2232-2.
- Die Komponistin Ethel Smyth (1858–1944). Ursachen von Anerkennung und Misserfolg. Eine Untersuchung zum Spannungsfeld zwischen biographisch-psychosozialen, werkimmanenten und historischen Faktoren. Rhombos-Verlag, Berlin 2007, ISBN 978-3-938807-46-0.

### Herausgeberin
- mit Corinna Peifer, Julian M. Greve und Jan Kustermann (Hrsg.): Die Zukunft neu denken. Forschungsbefunde aus der Positiven Psychologie. Pabst Science Publishers, Lengerich 2025, ISBN 978-3-95853-950-1.
- mit Corinna Peifer, Julian M. Greve und Benjamin Berend (Hrsg.): Zusammen wachsen. Förderung der positiv-psychologischen Entwicklung von Individuum, Organisation und Gesellschaft. Pabst Science Publishers, Lengerich 2020, ISBN 978-3-95853-562-6.
- mit Corinna Peifer und Viktoria S. Franz (Hrsg.): Förderung der positiv-psychologischen Entwicklung von Individuum, Organisation und Gesellschaft. Nachwuchsforschung der DGPPF. Band II, Pabst Science Publishers, Lengerich 2020, ISBN 978-3-95853-564-0.
- mit Corinna Peifer, Julian M. Greve und Benjamin Berend (Hrsg.): Wie Menschen wachsen. Positiv-Psychologische Entwicklung von Individuum, Organisation und Gesellschaft. Pabst Science Publishers, Lengerich 2018, ISBN 978-3-95853-395-0.
- mit Corinna Peifer und Viktoria S. Franz (Hrsg.): Positiv-Psychologische Entwicklung von Individuum, Organisation und Gesellschaft. Nachwuchsforschung der DGPPF. Pabst Science Publishers, Lengerich 2018, ISBN 978-3-95853-393-6.
- mit Corinna Peifer und Julian M. Greve (Hrsg.): Positiv-Psychologische Forschung im deutschsprachigen Raum – State of the Art. Pabst Science Publishers, Lengerich 2017, ISBN 978-3-95853-310-3.
- mit Wolfgang Böttcher und Heinz Günter Holtappels (Hrsg.): Evaluation im Bildungswesen. Eine Einführung in Grundlagen und Praxisbeispiele. (= Grundlagentexte Pädagogik). Juventa, Weinheim/München 2006, ISBN 3-7799-1530-8.